# Agrarflug

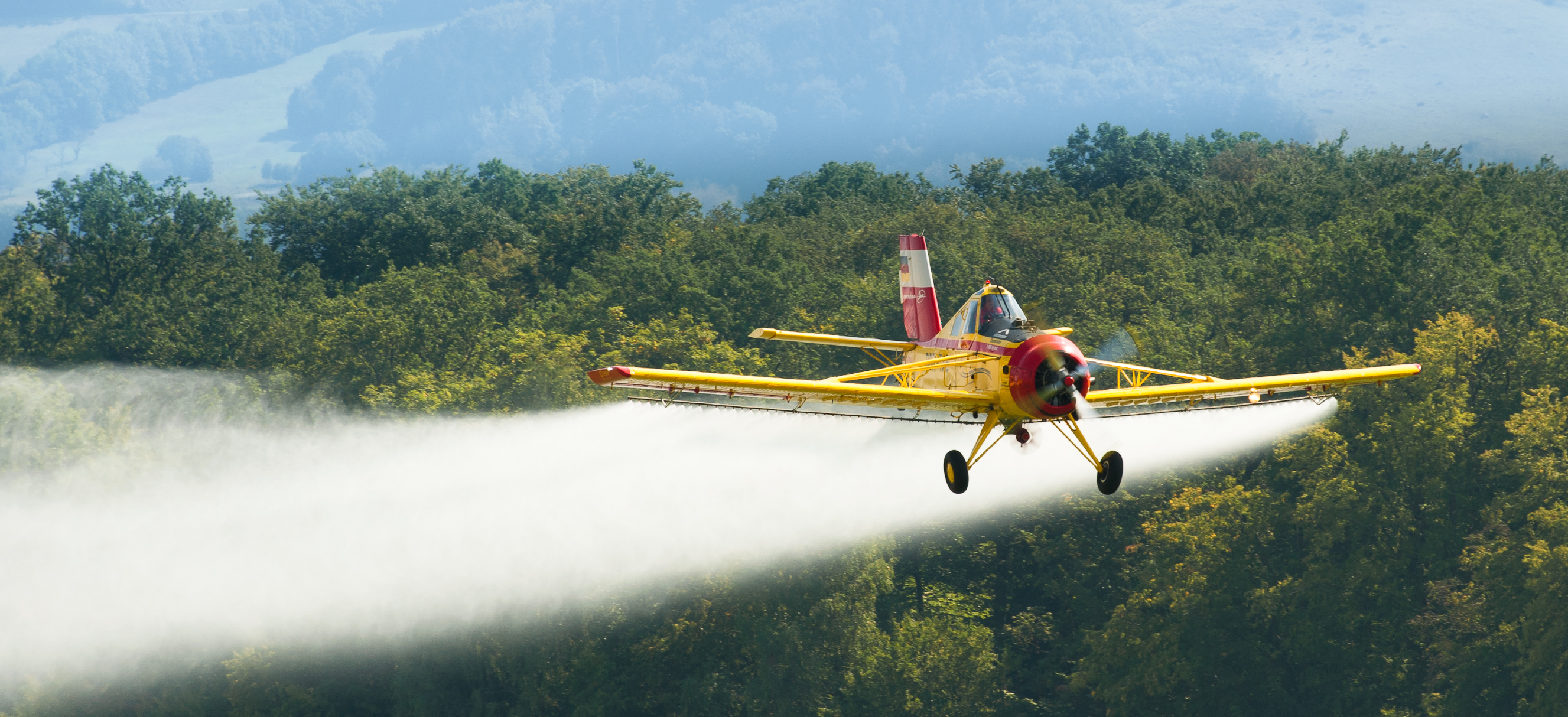
PLZ-106AR Kruk bei der Demonstration des Sprüheinsatzes auf einem Flugtag

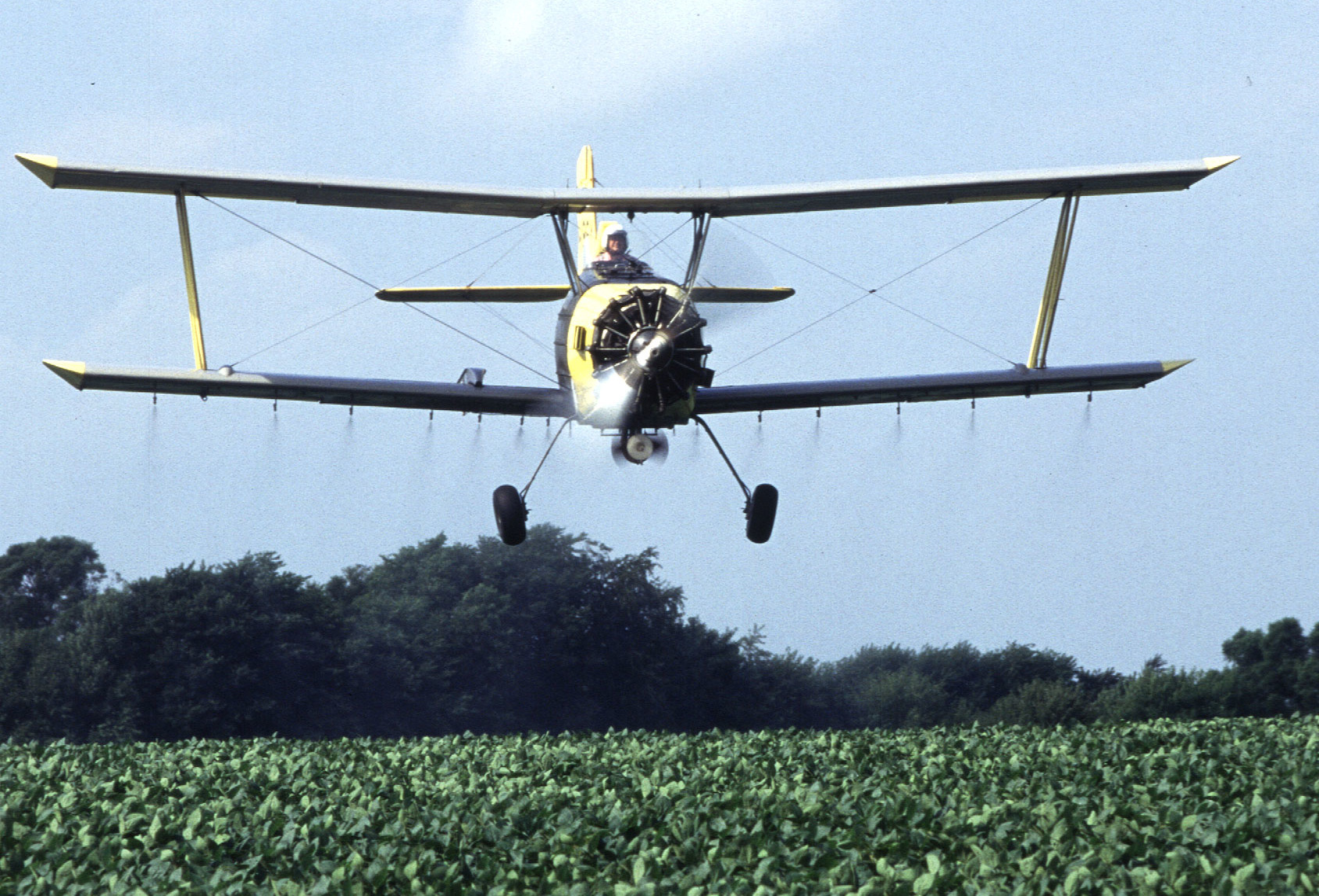
Grumman G-164 Ag Cat

Der Agrarflug beschäftigt sich in der Landwirtschaft neben der Schädlingsbekämpfung, wobei Insektizide vom Flugzeug aus versprüht werden, mit der Ausbringung von Mineraldünger, dem Pflanzenschutz, der Flüssigdüngung und der Aussaat. Besonders die Kalkung der durch den sauren Regen stark angegriffenen Wälder mittels Hubschrauber und Agrarflugzeugen hat in den letzten Jahren in Deutschland an Bedeutung gewonnen. Vögel können beispielsweise im Obstanbau durch das Flugzeug selbst vergrämt werden.
Durch Bildflug mit Infrarotkameras lassen sich Luftbilder machen, die Waldschäden dokumentieren. Man kann die Ausmaße eines Hochwassers erfassen, aber auch Wildschäden oder Erosion in Kornfeldern erkennen.
Agrarflug ist eher eine Randgruppe der Luftfahrt. Im westlichen Europa ist Pflanzenschutz mittels Flugzeugen bis auf die Waldkalkung eher unüblich, da auch erhebliche Umweltschäden und Kollateralschäden mit verursacht werden. Speziell in Gegenden mit hoher Windhäufigkeit ist es nahezu unmöglich, nur die beauftragten Flächen aus dem Flugzeug heraus zu besprühen, auch wenn besonders niedrig (in weniger als einem Meter Flughöhe) geflogen wird. Abgesehen davon können Windschutzgürtel, dichtere Besiedlung mit relativ kleinen Ackerflächen und Überlandleitungen das kontinuierlich tiefe Fliegen behindern. In den Ländern des ehemaligen Ostblocks sowie in den USA wird diese Art der Behandlung von landwirtschaftlichen Flächen auf den dort vorhandenen riesigen Feldern noch häufig durchgeführt.
Eine besondere Anwendung ist die Verwendung von Agrarflugzeugen in Südamerika, um Drogenfelder unbrauchbar zu machen. Im Vietnamkrieg wurden Sprühflugzeuge von amerikanischer Seite benutzt, um mit Agent Orange Wälder zu entlauben, wobei aufgrund von Verunreinigungen schwere Krankheiten auftraten.

## Geschichte

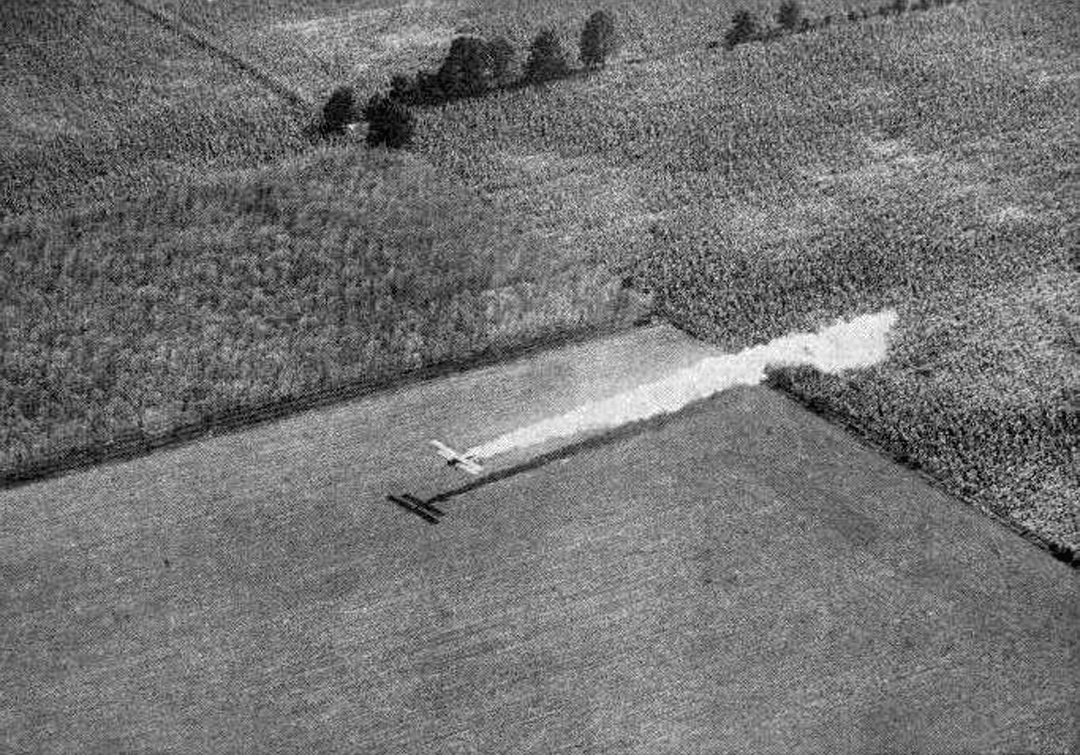
Eine Curtiss Jenny, geflogen vom dreifachen Mackay-Trophy-Gewinner, John A. Macready, am 3. August 1921 als Agrarflugzeug beim Sprüheinsatz bei Troy, Ohio

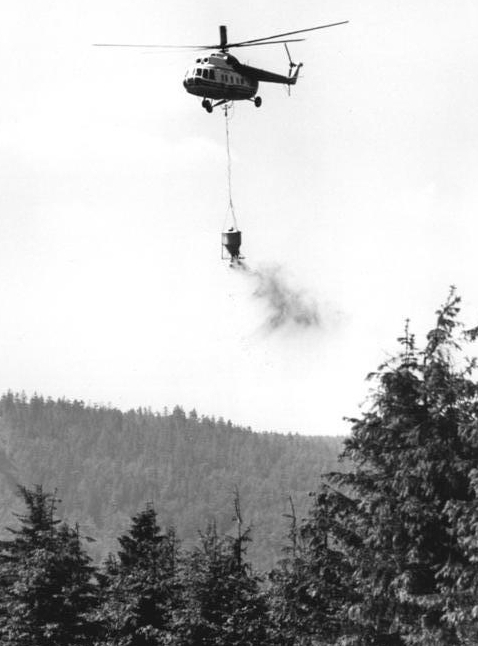
Ein Mi-8 bringt Kalkdünger über dem Thüringer Wald aus, 1987

Bereits vor dem Ersten Weltkrieg gab es Überlegungen, Fluggeräte für das Ausbringen von Schädlingsbekämpfungsmitteln zu nutzen. 1910 wurde in einer Agrarfachzeitschrift von Dr. A. Carl der Vorschlag unterbreitet, kleine Luftschiffe für solche Einsätze zu entwickeln. Dieser Vorschlag wurde von dem Oberförster Alfred Zimmermann aus Detershagen bei Magdeburg aufgegriffen. Am 29. März 1911 meldete er gegen eine Gebühr von 97 Mark in der Patentschrift Nr. 247028 ein Verfahren zur Vernichtung der Nonnenraupe und anderer Waldschädlinge durch „Besprengen der Bäume von oben, und zwar unter Verwendung eines Luftfahrzeuges“ an, welches ihm auch am 17. Mai 1912 ausgegeben wurde. 1913 wandte sich Zimmermann an die Luftschiff-A. G. in Ludwigshafen, die sich bereit erklärte, für diese Versuche das Luftschiff „Hansa“ zur Verfügung zu stellen. Das Vorhaben scheiterte letztendlich am Widerstand der preußischen Forstverwaltung, die die benötigten 500 RM zum Kauf von Kalkarsen nicht bewilligen wollte. Die mangelhafte Flugsicherheit und geringe Nutzlast verhinderten praktische Versuche mit damaligen Flugzeugen. Zimmermanns Idee aufgreifend, wurde vom Luftschiffbau Zeppelin im Frühjahr 1914 die Verwendbarkeit von Luftschiffen untersucht. Die dazu durchgeführten Flüge waren jedoch nicht erfolgreich, da eine konstante Einhaltung der zur Ausbringung des Schutzmittels erforderlichen Höhe von 10 bis 20 Metern aufgrund der ständigen Luftbewegung nicht möglich war. Schließlich unterbrach der Erste Weltkrieg alle diesbezüglichen Anstrengungen.
Nach Kriegsende wurde Zimmermanns Idee in den USA aufgegriffen und 1918/19 erstmals Flugzeuge zur Bekämpfung von Schädlingen bei Reno eingesetzt. 1921 fand bei Troy im US-Bundesstaat Ohio die Bekämpfung von Catalpa-Schädlingen mit Bleiarsen statt. Zimmermann selbst äußerte sich später dazu:

„Nachdem die Amerikaner die deutschen Patente ‚geklaut‘ hatten, darunter auch das Meinige, hörte man sehr bald, dass Flugzeuge Giftchemikalien in den USA gegen Pflanzenschädlinge ausstreuten.“

Die Sowjetunion entwickelte 1923 mit der Konjok-Gorbunok ihr erstes Agrarflugzeug, das hauptsächlich zur Heuschreckenbekämpfung eingesetzt und ab 1929 von der in großen Massen eingesetzten U-2 abgelöst wurde. 1923 wurde unter Vorsitz von W. F. Boldyrew bei Chodynk erstmals eine Besprühung von Agrarflächen durch Flugzeuge durchgeführt. In Deutschland wurden von der Norddeutscher Lloyd #Nach dem Ersten Weltkrieg#Aero Lloyd unter Leitung des Biologen Max Wolff am 22. Mai 1925 erstmals Sprühversuche mit umgerüsteten Fokker Grulich in Biesenthal bei Eberswalde durchgeführt. Noch im selben Jahr begannen in Bayern regelmäßig Agrarflüge zur Bekämpfung von Baumschädlingen (Kiefernspanner und Nonne) und bis Jahresende wurden 2950 Hektar Waldfläche bearbeitet. Führend zeigte sich auf diesem Gebiet bald die Firma Junkers mit umgebauten F 13 und W 33. Bis 1928 wurden von diesen beiden Typen 70 Flugzeuge zur Ausbringung von Schädlingsbekämpfungsmitteln eingesetzt, aber auch die Fokker Grulich blieb ein oft genutztes Muster. 1927 entwickelten die Caspar-Werke mit der C 32 das einzige als Sprühflugzeug ausgelegte Modell in Deutschland. Es konnte sich gegen die leistungsfähigere W 33 jedoch nicht durchsetzen und kam über das Prototypenstadium nicht hinaus. In den Jahren 1925 bis 1929 wurden in Deutschland 25.524 ha Waldfläche aus der Luft bestäubt. Infolge der Weltwirtschaftskrise, die den Zusammenbruch vieler Unternehmen bedeutete, ließen die Aktivitäten im Agrarbereich in den Folgejahren merklich nach und 1932 gab es nur noch zwei chemische Betriebe, die im Zusammenhang mit dem Verkauf ihrer Produkte die Schädlingsbekämpfung aus der Luft durchführten. Mit der Machtergreifung der Nationalsozialisten änderte sich diese Situation allmählich und ab 1936 wurden sämtliche agrarfliegerischen Aktivitäten dem „Fliegerforstschutzverband“ unterstellt. Im gleichen Jahr wurde durch das Reichsforst- und Luftfahrtministerium das der Luftwaffe unterstehende „Flugkommando Berlin-Tempelhof“ aufgestellt. Diese Einheit war anfangs mit sechs umgerüsteten Dornier Do 23 ausgerüstet und wurde später auf über 60 Flugzeuge der Typen Focke-Wulf Fw 58 Weihe, Fieseler Fi 156 Storch und Henschel Hs 126 aufgestockt. Dank dieser Expansionsbestrebungen befand sich Deutschland 1936 auf dem weltweit vierten Platz der Agrarflug betreibenden Nationen hinter der Sowjetunion, den USA und Großbritannien.
Nach dem Zweiten Weltkrieg wurde die Entwicklung von speziellen Flugzeugen, vor allem in der UdSSR und den USA, die beide über ausgedehnte Agrarflächen verfügten, vorangetrieben. Vorerst fanden noch ausgemusterte Militärflugzeuge Verwendung. Ab 1947 erfolgte der Einsatz des Doppeldeckers Antonow An-2, der sich bewährte und teilweise noch heute im Einsatz steht. Ihr westliches Gegenstück, wenn auch in bedeutend geringeren Stückzahlen gebaut, ist die Piper Pawnee. Auch Hubschrauber kamen ab Anfang der 1950er Jahre zum Einsatz, einer der ersten war die Mil Mi-1. Nach einer Ende der 1970er Jahre durchgeführten UNO-Studie standen weltweit etwa 26.000 Agrarflugzeuge und -hubschrauber im Einsatz, mit denen eine Fläche von 255 Millionen Hektar, also etwa fünf Prozent der damaligen genutzten Flächen, bearbeitet wurde.

## Sonderformen des Agrarflugs
- Downwash-Flug mit Hubschraubern (Trocknen von Kirschkulturen und ähnlichen Früchten nach Regen)

### Bekämpfung der Stare
Eine Besonderheit im Agrarflug ist die Starbekämpfung mittels Flugzeugen, die europaweit nur im burgenländischen Seewinkel (Österreich) und nur durch Erscheinen, Lärm und Pistolenknall, also ohne Gift, betrieben wird. Dabei beauftragen die örtlichen Weinbauvereine spezialisierte Firmen, die mit ihren Kleinflugzeugen in geringer Höhe über die Weingärten fliegen und so die Stare zum Auffliegen bringen. Ein einmal aufgescheuchter Schwarm wird je nach Geschicklichkeit des Piloten bis zu einer Stunde in der Luft gehalten und durch den Wind und die eigene Vorwärtsbewegung bei der Flucht in ein anderes Gebiet versetzt. Die Vögel kehren erst langsam zu ihren verlassenen Futterquellen zurück. Ein Vogelschwarm kann sich über eine Länge von mehreren Kilometern erstrecken und einige hunderttausend Tiere umfassen, die in der Lage sind, in weniger als einer Stunde einen durchschnittlichen Weingarten leer zu fressen.
Verspannte Drähte und Leitungen, Vogelscheuchen, Bäume und Masten bilden gefährliche Hindernisse für die Agrarpiloten. Die geringe Flughöhe von einigen Metern reicht bei technischen Problemen oft nicht für das Erreichen einer Notlandemöglichkeit. Winde und Turbulenzen machen besonders den Starfliegern das Leben schwer. Die Zeit von Anfang August bis Ende Oktober stellt die Hauptsaison für diese Art der Schädlingsbekämpfung dar, je nach Wetterlage und Reifegrad der Trauben. Die Weinlese oder der Abzug der Stare (Zugvögel) beenden jedenfalls die Jagd. Die Flugzeuge vertreiben die Vögel nur, sie fliegen keinesfalls in sie hinein. Das wäre wegen der Schnelligkeit der Bewegungsänderungen von Vögeln im Vergleich zum Flugzeug auch nur zufällig möglich und ist gar nicht erwünscht, da es das Ziel des „Starfighters“ ist, den Schwarm beisammenzuhalten und nicht zu teilen.

## Eingesetztes Fluggerät
Für den Agrarflug-Einsatz werden spezielle Flugzeuge entwickelt. Hierfür verfügen diese über Behälter im Rumpf für das Gut, welches mitgeführt werden soll. Außerdem gibt es spezielle Systeme zum Ausbringen. Der Tank misst in der Regel zwischen 400 und 1300 Liter. Im Weinbau kommen aufgrund der Steilhänge Hubschrauber zum Einsatz. Die Eigenschaften des eingesetzten Flugzeuges sollten eine gute Rundumsicht, gutmütiges Flugverhalten und eine hohe Wendigkeit auch bei geringen Fluggeschwindigkeiten umfassen. Hierfür sollte das Leergewicht möglichst gering ausfallen. Häufig kommen robuste und einmotorige Flugzeuge mit einem starren Dreipunktfahrwerk zum Einsatz. Zudem wird auf die Druckkabine verzichtet. Das Triebwerk ist ein Kolbenmotor oder ein Propeller-Turbinenluftstrahltriebwerk.